# Конвенция о маркировке пластических взрывчатых веществ
Конве́нция о маркиро́вке пласти́ческих взры́вчатых веще́ств в це́лях их обнаруже́ния (англ. Convention on the Marking of Plastic Explosives for the Purpose of Detection) — многостороннее международное соглашение, направленное на противодействие международному терроризму посредством предотвращения ввоза на территорию государств-подписантов или вывоза с их территории немаркированных взрывчатых веществ. Согласно положениям Конвенции, государства-подписанты обязуются добавлять в производимые промышленным способом взрывчатые вещества особые летучие маркирующие компоненты, облегчающие их обнаружение.
Конвенция входит в число 18 основных конвенций по борьбе с терроризмом.
Конвенция была принята на международной конференции по воздушному праву, проведённой Международной организацией гражданской авиации в Монреале с 12 февраля по 1 марта 1991 года, и вступила в силу 21 июня 1998 года, когда она была ратифицирована 35 государствами.
Конвенция была подписана от имени СССР 1 марта 1991 года и вступила в силу на территории Российской Федерации после её ратификации и подписания Президентом РФ Федерального закона Российской Федерации от 24 июля 2007 года N 201-ФЗ, став последним из тринадцати международных антитеррористических договоров, ратифицированных Российской Федерацией.
По состоянию на конец 2014 года Конвенция ратифицирована 150 государствами (из них 149 — члены ООН, а также Ниуэ).